# Sieben Jahre in Tibet (1997)
Sieben Jahre in Tibet ist ein Spielfilm von Jean-Jacques Annaud, basierend auf Heinrich Harrers gleichnamigem Buch über seinen Aufenthalt in Tibet.

## Handlung
Obwohl seine Frau Ingrid schwanger ist, reist Heinrich Harrer, ein egozentrischer österreichischer Bergsteiger, im Frühjahr 1939 als Mitglied einer Expeditionsgruppe unter Führung von Peter Aufschnaiter in den Himalaya, um den Nanga Parbat zu besteigen. Beim Aufstieg rutscht Harrer einen Eishang hinab und verletzt sich am Bein, verheimlicht das Handicap aber seinen Bergsteigerkollegen. Kurz darauf rettet er Aufschnaiter mit Mühe das Leben, wobei ihn seine Verletzung behindert, weshalb er anschließend von Aufschnaiter zur Rede gestellt wird. Wegen Lawinen und ungünstigem Wetter müssen die Deutschen den Besteigungsversuch gegen Harrers Protest abbrechen. Nach der Rückkehr ins Basislager werden sie wegen des Ausbruchs des Zweiten Weltkriegs in Britisch-Indien interniert. Harrer unternimmt mehrere Fluchtversuche, die aber scheitern. Im Internierungslager erhält er einen Brief seiner Frau, die ihn um sein Einverständnis zur Scheidung bittet, weil sie einen Freund Harrers heiraten will, der sich um sie und den kleinen Sohn kümmert.
Harrer schließt sich widerwillig einer Gruppe unter Aufschnaiters Führung an, die eine Flucht aus dem Lager plant. Nach dem Erfolg des Unternehmens trennt er sich von den anderen, trifft Aufschnaiter aber nach einiger Zeit zufällig wieder und entkommt zusammen mit ihm nach Tibet. Dort werden sie zunächst ausgewiesen, weil Ausländer in Tibet unerwünscht sind. Es gelingt ihnen aber durch List, ihren Bewachern zu entkommen und in dem Land unterzutauchen. Die gegenseitige Abneigung der beiden Männer wandelt sich auf ihren Wanderungen durch die Bergwelt Tibets allmählich in eine Freundschaft. Aufschnaiters Sprachkenntnisse und Harrers Ideenreichtum helfen ihnen, Schwierigkeiten zu meistern. Schließlich gelangen sie verbotenerweise in die Hauptstadt Lhasa, wo sie im Haus des Ministers Tsarong aufgenommen werden. Der Karrierediplomat Ngawang Jigmê sucht ebenfalls ihre Bekanntschaft. Sie arbeiten für die tibetische Regierung und werden stadtbekannt. Auch der 14. Dalai Lama beobachtet die Ankömmlinge und will sie kennen lernen, aber die Erzieher des jungen Prinzen verwehren ihm dies zunächst. Aufschnaiter heiratet eine tibetische Frau, für die sich auch Harrer interessiert hatte. Sie gibt ihm zu verstehen, dass sie sein Egoismus gestört hat und sie deshalb den bescheideneren Peter Aufschnaiter vorzog. Von Aufschnaiter ermutigt, schreibt Harrer Briefe an seinen ihm unbekannten Sohn Rolf und plant, nach Kriegsende nach Österreich zurückzukehren.
Unterdessen wird die politische Lage in Tibet immer angespannter. In China gewinnen die Kommunisten unter Mao Zedong den Krieg und planen, Tibet an China anzuschließen. Als Harrer vom Ende des Zweiten Weltkriegs in Europa erfährt, bereitet er seine Abreise vor. Da erreicht ihn ein Brief seines Sohnes, der ihm mitteilt, er wolle keinen Kontakt und betrachte sich nicht als Harrers Sohn. Damit erscheint Harrer die Rückreise sinnlos. In dieser Lage erreicht ihn ein zweiter Brief, der vom Dalai Lama kommt. Harrer wird zu einer Audienz eingeladen. Er freundet sich in der Folgezeit allmählich mit dem jungen Herrscher an. Dieser beauftragt ihn mit dem Bau eines Kinos und lässt sich von ihm unterrichten. Harrer bringt ihm alles bei, was er über die Welt außerhalb Tibets weiß. Als das Heimatdorf des Dalai Lama von chinesischen Soldaten überfallen wird, die Morde und Gräuel begehen, ruft ihn der weinende Junge nachts zu sich ans Bett und Harrer versucht, ihn väterlich zu trösten.
Der Besuch einer Delegation maoistischer Generäle bringt keine Entspannung. Sie werden vom jungen Dalai Lama freundlich empfangen, zeigen aber offen ihre Verachtung für Tibets religiöse Werte. Unter dem Befehl Tsarongs versucht die Regierung, eine Miliz zur Landesverteidigung aufzubauen, wobei Harrer und Aufschnaiter behilflich sein sollen. Ngawang Jigmê, inzwischen ebenfalls Minister, wird mit der Verteidigung einer Grenzstadt betraut, kapituliert aber in völlig aussichtsloser Lage beim ersten Angriff und sucht nunmehr eine Verständigung mit den Chinesen. Die ehemals für Fremde verbotene Hauptstadt Tibets wird von chinesischem Militär besetzt. Harrer bleibt während der politischen Wirren in der Stadt und demütigt Ngawang Jigmê, den er als Landesverräter betrachtet. Erst als der 15-jährige Dalai Lama in einer feierlichen Zeremonie zum weltlichen Oberhaupt Tibets erklärt wird und absehbar ist, dass er bald fliehen muss, verlässt Harrer auf dessen Drängen nach sieben Jahren das Land, um seinen Sohn zu finden, was ihm der Dalai Lama ans Herz legt. Er gibt Harrer eine Spieldose als Geschenk mit, eines seiner liebsten Besitztümer.
Harrers Sohn Rolf will seinen Vater zunächst nicht treffen. Harrer hinterlässt ihm jedoch das Geschenk des Dalai Lama, das seine Neugier weckt. In der Schlussszene sieht man Heinrich und Rolf Harrer Jahre später beim gemeinsamen Bergsteigen. Ein eingeblendeter Text erklärt, dass Harrer und der Dalai Lama lebenslang Freunde blieben.

## Kritiken
„Ein ausuferndes exotisches Star-Epos, das die Wandlung Harrers vom arroganten Egoisten zum Menschenfreund beschreiben will, darüber aber die Chance zu historischer und spiritueller Vertiefung verpasst. Eindrucksvolle Landschaftspanoramen sind das Beste, was der Film zu geben vermag.“

„In seiner sehr geradlinigen Erzählweise ist er, soweit filmisch möglich, um historische Korrektheit bemüht und bietet dem Zuschauer mehr als nur einen unterhaltsamen opulenten Abenteuerfilm. […] Trotz fehlender Dreherlaubnis an den Originalschauplätzen gelingt es einer vorzüglichen Kamera, grandiose und überzeugende Bilder einzufangen. […] Hervorzuheben sind auch die beiden Hauptdarsteller, wobei Brad Pitt allerdings als unwiderstehlicher, wenn auch egozentrischer „arischer“ Strahlemann deutlich besser ist als in der Rolle des durch buddhistische Erkenntnisse Geläuterten.“

## Politische Folgen
Wegen ihres Films Sieben Jahre in Tibet erhielten der Regisseur Jean-Jacques Annaud sowie die Darsteller Brad Pitt, David Thewlis und Jamyang Jamtsho Wangchuk ein lebenslanges Einreiseverbot in die Volksrepublik China, das aber mittlerweile zumindest für Pitt wieder aufgehoben ist.

## Auszeichnungen des Films
- John Williams wurde für die Musik für die Filmpreise Golden Globe Award und Grammy Award nominiert.
- Political Film Society Award für Frieden 1997.
- Gilde-Filmpreis in Gold in der Kategorie ausländischer Film 1998.
- Die Deutsche Film- und Medienbewertung (FBW) in Wiesbaden verlieh dem Film das Prädikat besonders wertvoll.[2]

## Filmarbeiten
Der Film wurde hauptsächlich im Norden Argentiniens gedreht, nördlich der Stadt Mendoza in Uspallata. Dort wurde in monatelangen Vorbereitungen die heilige Stadt Lhasa aufgebaut, Mönche wurden aus Indien, über Neu-Delhi, Buenos Aires, Mendoza letztlich nach Uspallata eingeflogen. Zusammen mit ihnen wurden Köche, Lebensmittel und Zutaten eingeflogen, damit sich die Schauspieler wirklich wie in der damaligen Situation fühlten.
Der Bahnhof, der im Film den Hauptbahnhof von Graz darstellt, auf dem sich Heinrich Harrer von seiner schwangeren Frau und einem guten Freund verabschiedet, ist der Bahnhof La Plata, einer Stadt südlich von Buenos Aires. Insgesamt war die Crew ein halbes Jahr in Argentinien.
Eine zweite Crew war in Tibet, wo sie angeblich einen Dokumentarfilm machten. Die Aufnahmen dienten dem Regisseur in verschiedenen Szenen.
Einige Szenen des Films wurden auch in der Asten gedreht, einem Seitental des Oberen Mölltals in Kärnten.
Die Szenen der Besteigung des Nanga Parbat wurden in Kanada im Norden von Vancouver gedreht. Wegen des unzugänglichen Geländes und großer Schneemassen mussten die Darsteller und das Material per Helikopter in die Höhen gebracht werden.

## Unterschiede zwischen Film, Buch und Realität
Es gibt eine Reihe wesentlicher Unterschiede zwischen dem Original-Buch Sieben Jahre in Tibet und dem Film. Auch mit historischen Tatsachen geht der Film sehr frei um. Am Set wurde die Produktion von Tenzin Tethong beraten, einem früheren politischen Ratgeber und Vertreter des Dalai Lama bei der UNO in New York. Sein damals 11-jähriger Sohn spielte den Dalai Lama in dem ebenfalls 1997 entstandenen Dalai-Lama-Film Kundun von Martin Scorsese.
- Annaud siedelt die  Anfangsszenen, die inhaltlich keinerlei Bezug zu Harrers Buch haben, explizit in „Österreich 1939“ an, obwohl es 1939 offiziell kein „Österreich“ mehr gab, sondern nach dem „Anschluss“ im Frühjahr 1938 nur noch die „Ostmark“ als Teil „Großdeutschlands“.
- Annaud lässt den Film-Harrer in der Anfangssequenz auf die Worte eines anonymen Nazis, der ihn einen „großen deutschen Helden“ nennt, bärbeißig erwidern: „Danke, ich bin Österreicher!“ Er wird also als zurückhaltend bis abweisend gegenüber dem Nationalsozialismus dargestellt. Im wirklichen Leben sympathisierte er seit 1933 mit den Nationalsozialisten und war 1938 der SS und der NSDAP beigetreten. Harrer nannte diese Beitritte später einen „dummen Fehler“ und „ideologischen Irrtum“.[7] Das Filmprojekt lenkte 1997 ungewollt die Aufmerksamkeit auf Harrers bis dahin unbekannte Nazi-Vergangenheit, die im Vorfeld des Kinostarts publik wurde. Regisseur Annaud entschied, der Film brauche deswegen nicht verändert zu werden, weil es ihm nicht um dieses Thema gehe. Er habe jedoch immer vermutet, dass Harrer Sympathien oder Verbindungen zur Nazibewegung hatte.[6]
- Eine elementare Aussage des Films ist Heinrich Harrers Wandel von einem arroganten, von sich selbst überzeugten Erfolgsmenschen hin zu einer aufgeklärten und gegenüber der tibetischen Kultur toleranten Persönlichkeit. Im Buch hat Harrer diese Charakterentwicklung nicht beschrieben.
- Der Film macht Harrers Sohn zum zentralen Thema, aber im Buch finden weder der Sohn noch eine Ehefrau eine Erwähnung. Die Film-Frau Harrers trägt den Namen Ingrid, in Wirklichkeit hieß sie Lotte.
- Im Film wird der Ablauf der Flucht aus dem Internierungslager in Indien am 29. April 1944 grundsätzlich zutreffend dargestellt, allerdings wird als Führer des Unternehmens Peter Aufschnaiter in der Verkleidung als britischer Offizier gezeigt. In der Wirklichkeit verkleideten sich Rolf Magener und Heins von Have als britische Offiziere.
- Das Buch gibt keinen Hinweis darauf, dass Aufschnaiter eine tibetische Frau geheiratet haben soll.
- Die Ankunft der chinesischen kommunistischen Unterhändler per Flugzeug auf einer improvisierten Schotterpiste ist frei erfunden und kommt im Buch nicht vor. Der Flughafen Lhasa wurde erst im Jahr 1956 angelegt, also nach der chinesischen Invasion.
- Der Film zeigt Harrer und Aufschnaiter noch nach Ankunft der chinesischen Truppen in Lhasa; tatsächlich hatten beide die Stadt schon vor Ankunft der Volksbefreiungsarmee verlassen.
- Auch der endgültige Bruch zwischen Harrer und Ngapoi Ngawang Jigmê wird im Buch nicht beschrieben.